# Sonata per pianoforte n. 5 (Mozart)
La sonata per pianoforte n. 5 in Sol maggiore (Kv 283) fu scritta da Wolfgang Amadeus Mozart tra fine estate e inizio autunno del 1774 e appartiene ad un ciclo di sei sonate per pianoforte (dalla Kv 279 alla Kv 284).
Il 2 novembre 1777 il compositore la esegue nella casa di Christian Cannabich a Mannheim.

## Caratteristiche
L'opera si suddivide in tre tempi: Allegro, Andante, e Presto e risente molto l'influenza musicale haydniana, specialmente nell'importante sviluppo finale. Comunque non mancano caratteristiche dell'autore stesso come il dolce e tenero principio del primo tempo e lo stacco di quattro note ripetute all'inizio dell'Andante, che sono già quelle che ritroveremo 14 anni più tardi nel "Larghetto" del Concerto per Pianoforte e Orchestra N. 26 (il cosiddetto Krönungs-Konzert).